# 카넬라과
카넬라과(canella科, 학명: Canellaceae 카넬라케아이[*])는 카넬라목의 과이다. 5속 21종을 포함한다. 상록 교목 또는 드물게는 상록 관목으로 이루어져 있으며, 대개 방향성으로 정유를 함유한다. 아메리카와 아프리카의 열대 기후 지역에 분포한다.

## 하위 분류
- 카넬라속(Canella P.Browne)
- Cinnamodendron Endl.
- Cinnamosma Baill.
- Pleodendron Tiegh.
- Warburgia Engl.

## 계통 분류
2016년 APG IV 분류 체계에서는 카넬라과를 목련군 카넬라목 아래에 분류하며, 이는 2009년 APG III 분류 체계 및 2003년 APG II 분류 체계의 분류와 동일하다. 그 이전의 1998년 APG 분류 체계에서는 속씨식물군 아래에 목을 따로 두지 않고 카넬라과를 인정했다.